# Miguelturra
Miguelturra és un municipi de la província de Ciudad Real a la comunitat autònoma de Castella-la Manxa. Està situat a la comarca del Camp de Calatrava, a 4 km de Ciudad Real. Té una superfície de 117,4 km² i una població de 12912 habitants (cens de 2007). El codi postal és 13170.